# Storslinga
Storslinga (Myriophyllum aquaticum) är en slingeväxtart som först beskrevs av José Mariano da Conceição Vellozo och som fick sitt nu gällande namn av Bernard Verdcourt.
Storslinga i släktet ingår slingor och familjen slingeväxter. Arten har påträffats i Sverige i Kumla i Säbylundsjön. Inga underarter finns listade i Catalogue of Life.

## Bildgalleri

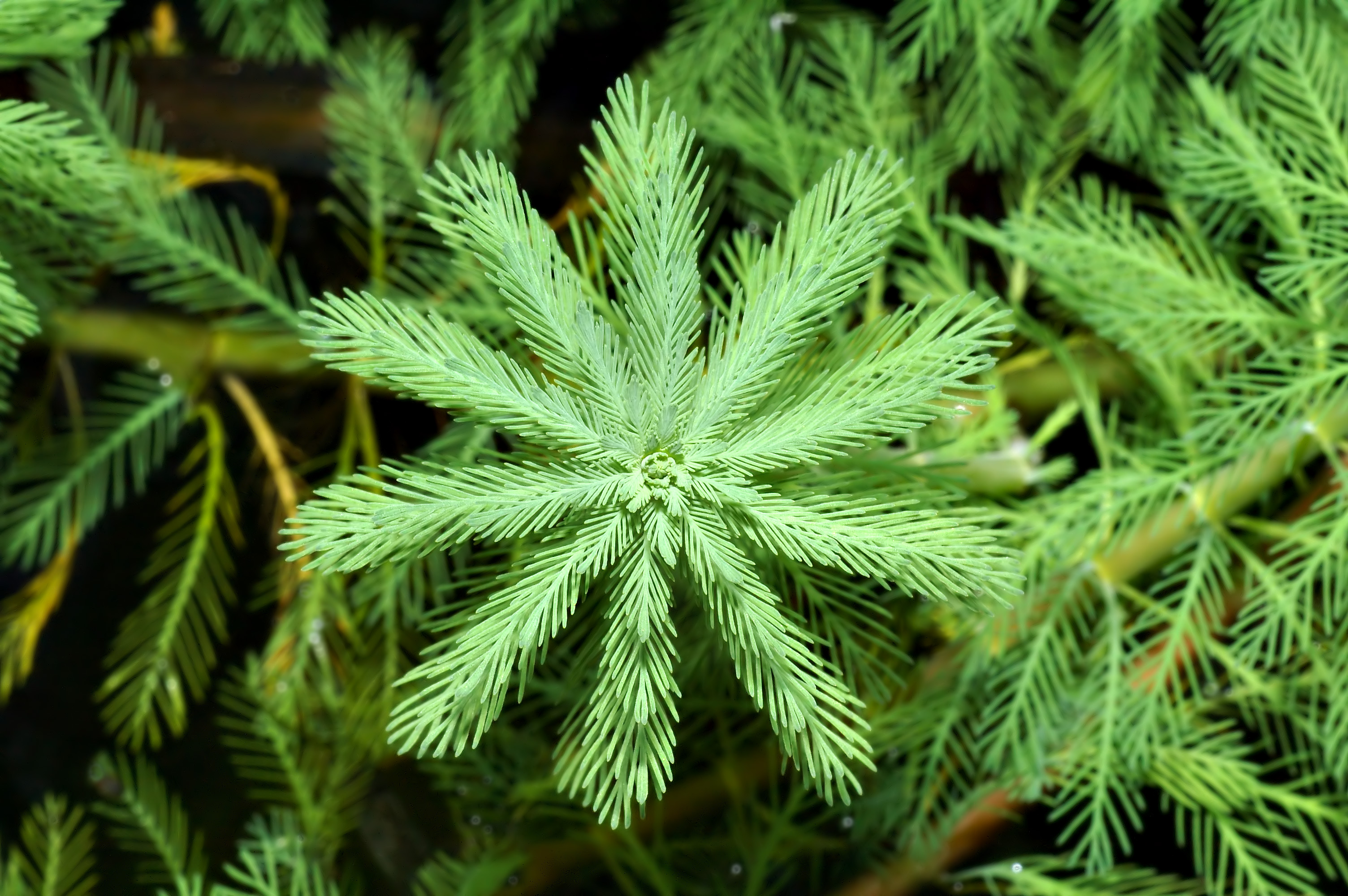
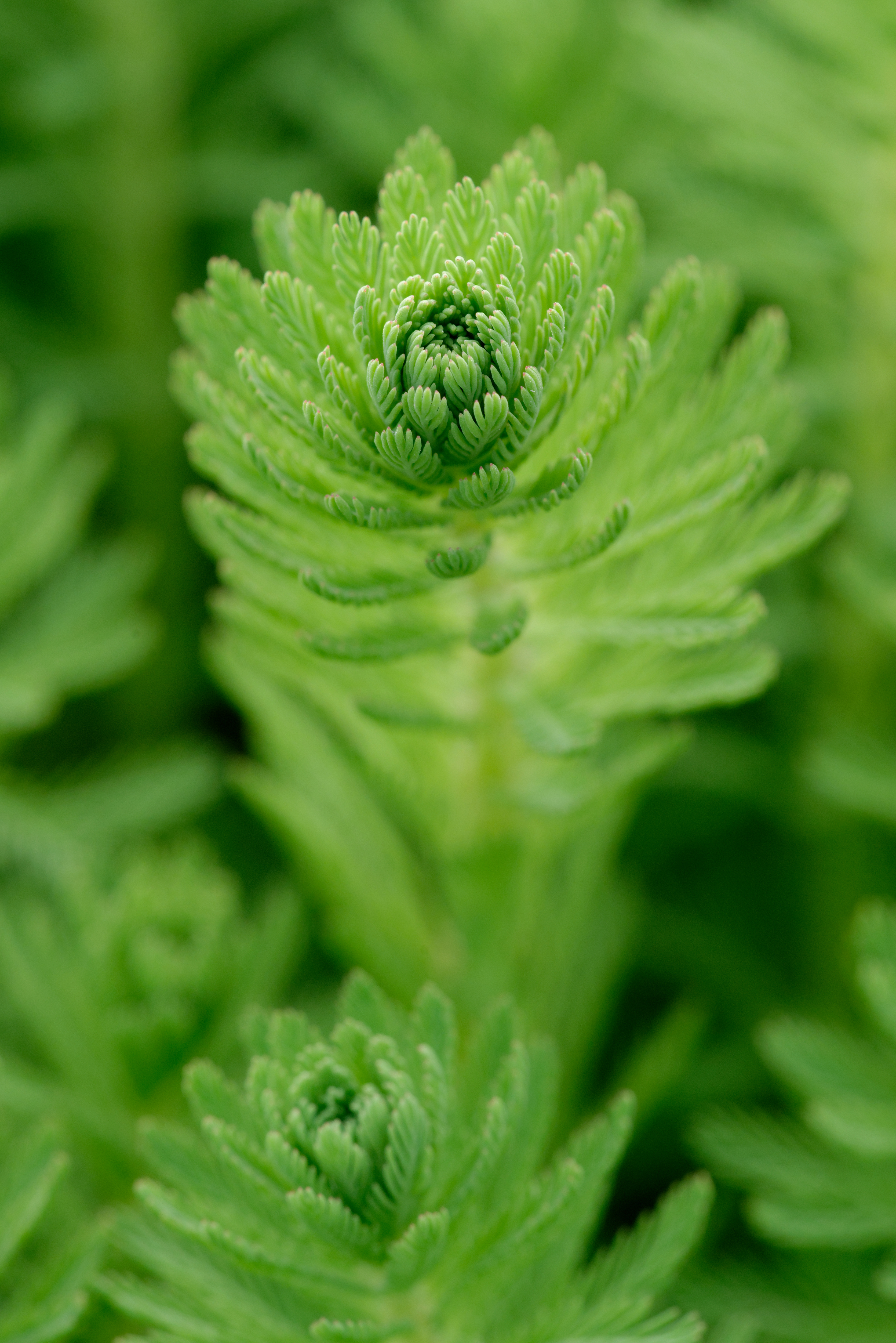
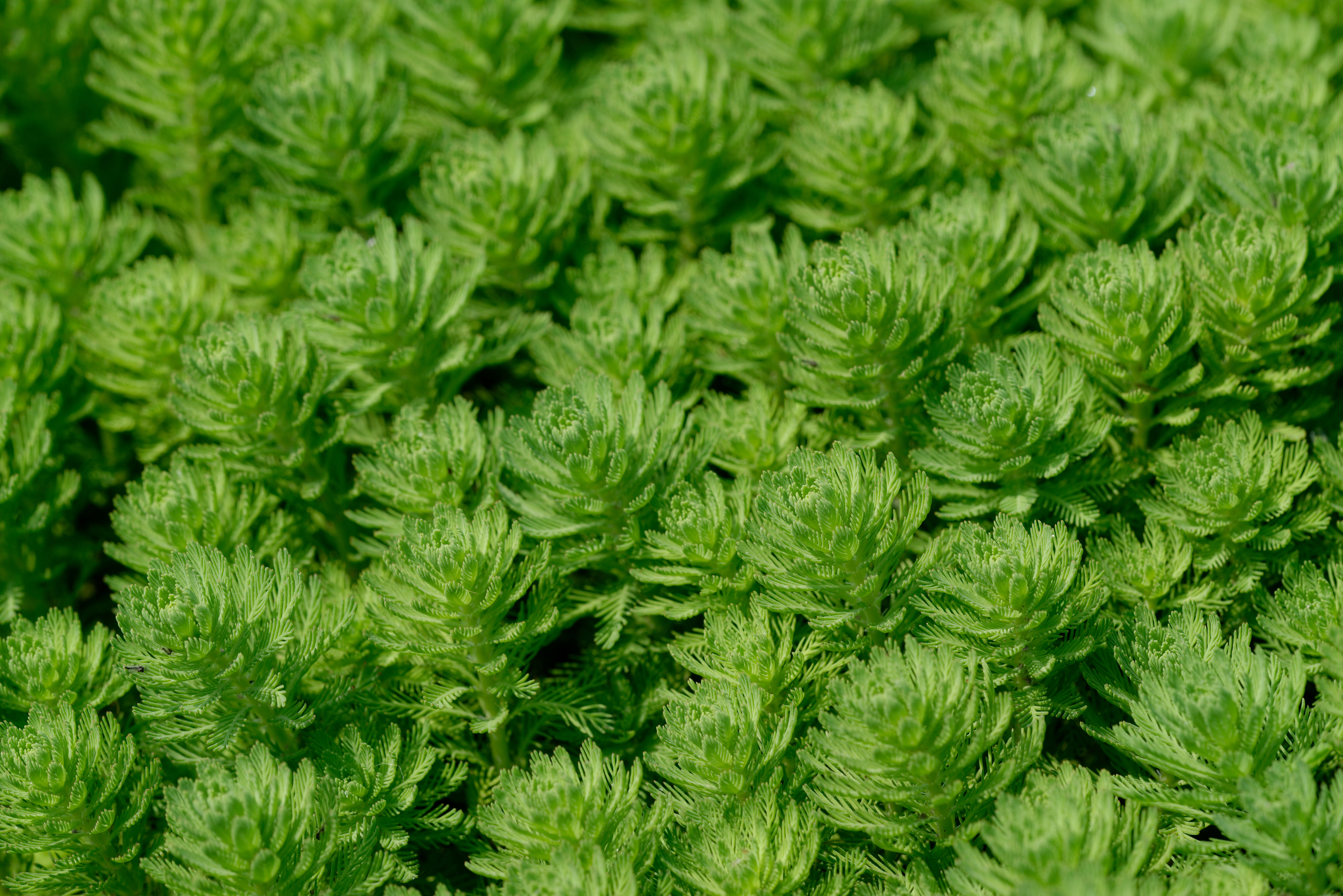